# パトリック・ゲデス

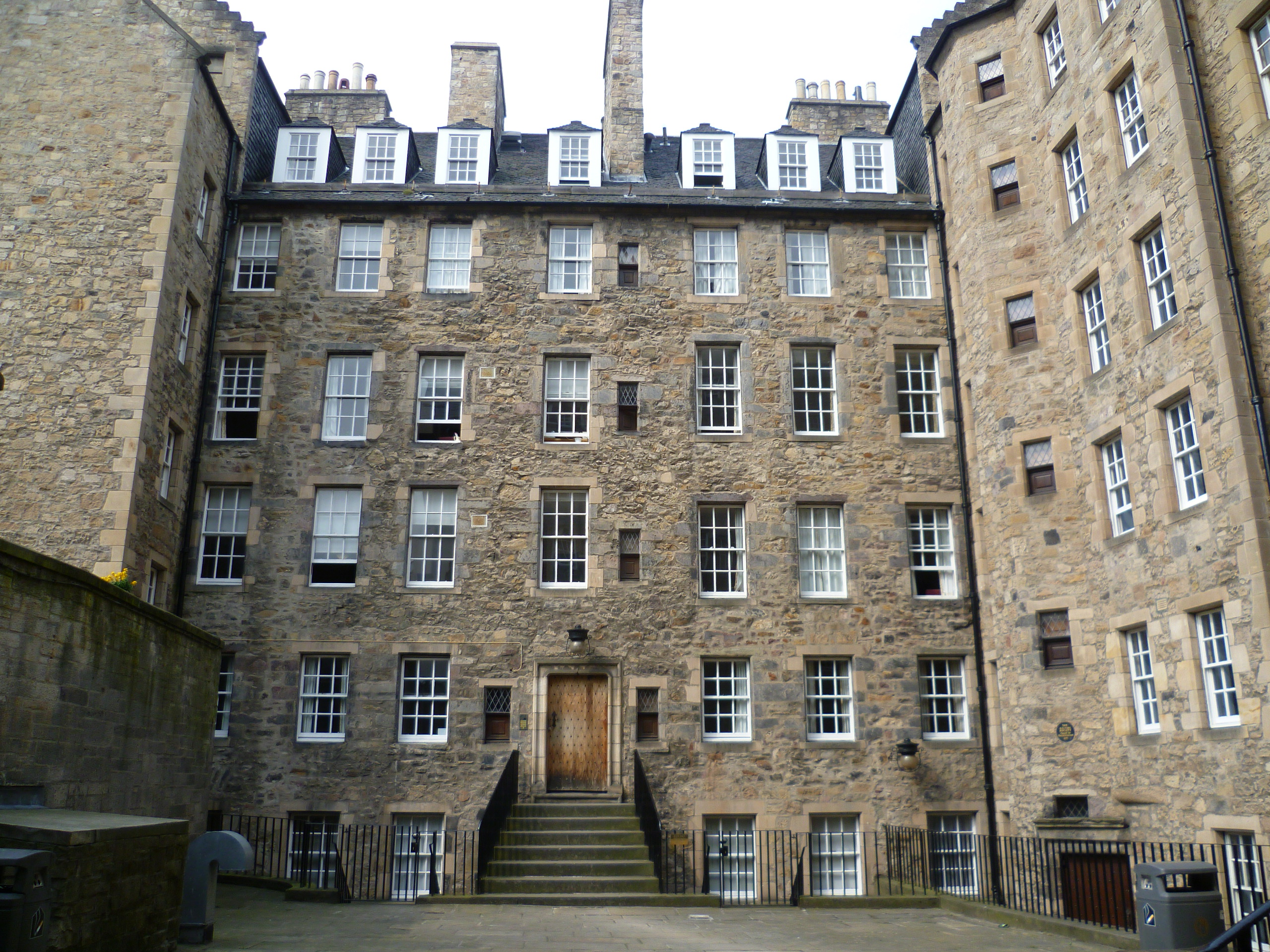

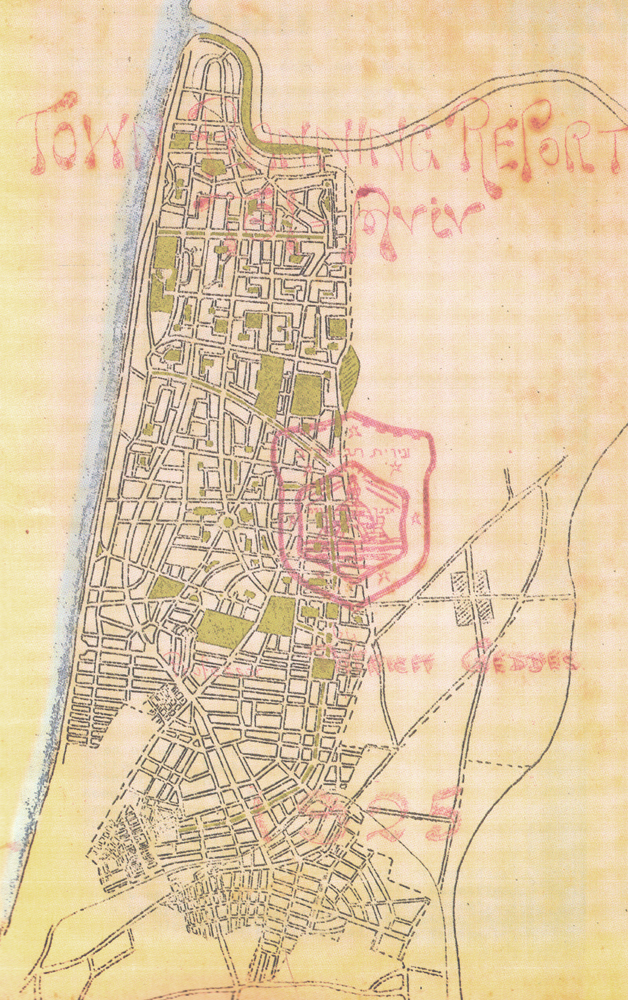
テルアビブのマスタープラン、1925

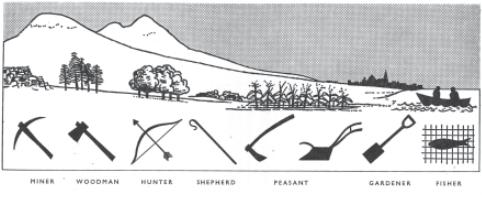

パトリック・ゲデス（Patrick Geddes, 1854年10月2日 - 1932年4月17日）は、スコットランドのアバディーンシャー生まれの生物学者、植物学者であり、教育学者でもあった。いわゆるゼネラリストである。娘にランドスケープ・デザイナーであるノラ・ゲデスがいる。

## 人物
ゲデスは実際には学位を取得していなかったが、各方面で優れた業績を残している。目を患って、顕微鏡をのぞく研究等に支障が生じ、転職を決意する。その後エディンバラの保存に関する社会学的業務によって都市計画分野に導かれている。今日の近代都市計画理論において、いちじるしく拡大された意味ですなわち予備的調査の必要性と処置の前段階としての診断を生物学的調査に近い社会学的調査に基づいた都市計画を受け入れること、を確立した。また「都市圏」という観念を地理的にまたぐ機能的に連結した都市一群として定義し、1919年ごろに都市計画用語としてゲデスによって使われ始める。　
20世紀初頭、都市計画に地域(リージョン)という概念を導入し、地域調査(リージョナル・サーベイ)運動を展開。そうした成果を博物館に展示し、市民が都市の進化の過程を認識し、エウトピア(よりよき場所の観念、Eu-topia)の実現を探求するように働きかけ、一貫して保存手術(コンサバティブ・サージェリー)による歴史的な都市の改造を提案。その足跡は、スコットランド、アイルランド、フランス、インド、バレスチナ、イスラエル、にまで及んでいる。ゲデスは、その死後も、「環境」に着目する生態的な都市・地域計画に影響を与え続けている。
イギリスの都市計画家ウィリアム・ホルフォード卿は、「われわれが頭の中でどこに行こうと、ゲデスが戻ってくるのに会う」と述べている。 
ショーツの展望台として知られていたタウンハウスを1892年に購入、エディンバラの「展望塔」という都市の研究所にし、都市計画の研究に従事する。都市計画に関する彼の主著に「Cities in Evolution」（1915年）があるが、この中で、都市調査の理論的基礎を築いた。弟子の一人にルイス・マンフォードらがいる。ゲデスは同じく都市計画の理論方面で活躍したエベネザー・ハワードと共に近代都市計画の祖とよばれる。
1911年から1914年にかけては、レーモンド・アンウィンとともにアイルランドで、続いてインド、また1919年から1929年まで、エルサレムの嘆きの壁のための計画や、パレスチナなどで都市計画の仕事にかかわる。アイルランドの仕事は実際には資金ショートを起こして実行にいたらなかった。
ゲデスが収容したさまざまなコレクションを展望塔で展示し、のちにそれらは英国各地と植民地を巡回する都市計画展で披露される。第一次世界大戦中にマドラスでも展示館を開催しようとして展示物を乗せて運搬するが、輸送船が途中でドイツ艦に沈められてしまっている。
インドでの仕事は、のちマドラス長官になったペントライト市議会議員にニューデリー首都計画委員会のメンバーとしてインドに招かれたものであったが、委員会の都市を取り壊して改造することをベースとした都市計画手法を再三にわたり批判、後に罷免される。特にエドウィン・ラッチェンスとは犬猿の仲で、ヘンリー・ヴォーン・ランチェスターら、ほかの都市計画家をも毛嫌いしていた。お互い嫌悪感を抱き、仕事の考え方、思想感から将来の見通しから何から何まで意見が分かれていた。インド改善トラストのスラムクリアランス政策を非難、狂信的な衛生思想で死をもたらすオスマン化、と呼んでいた。
その間、古代インドの都市形態や土着文化、計画方法を調査し、土地固有の計画を伝統に学ぶ姿勢を貫くほか、バローダの藩王の依頼で同藩プネーにガーデンサバーブ開発を手がける。1915年にタンジョール・レポート（保存的外科手術）なる都市計画手法を提唱。タンジョール・レポートに示された保存形外科手術によって、インドの社会慣習や都市景観に関する報告書から、その理念や思想が理解できる。同年から1919年までにかけて、タータ鉄鋼会社によって開発されるがストライキによって進められなかったジャムジェトプルの都市開発の仲介にあたったことで、インドの諸都市で都市コンサルタント業務を展開する。バローダの藩王は特に戦死で、地代を基礎にしていたため、藩国の工業開発や土地投資を推進し、都市開発を促していた。
その間にまとめた報告書は50を数え、それら報告書や著書は当時のカルカッタ改善トラスト図書館に寄贈された他に、1918年には、こうした成果をまとめた「インドール・レポート」を刊行した。
インドールで「一日藩王」をつとめた際、ペスト菌をばらまくねずみをかがり火で燃やし、衛生に関する活動を展開したほか、地元の衛生官がマラリアの脅威を目的につぶしたがっているインド貯水システムを保護する。西洋式の都市計画よりも、土着の慣習とそれを生み出す都市形態との再解釈と評価で、東洋の文化に根差す新たな近代式環境を創出することを提唱した。インドでのこうした衛生対策、伝統的なインドの貯水システムについて貯水池に通じる表面物の排水システム軽視による豪雨溢水を問題視し、水の停滞防止策をいくつか提案している。アヒルによるボウフラ捕食を支持したほか、西洋技術による給水塔の劣化による汚水流失を問題視する。公衆便所の導入から排泄物を庭園用肥料として用いることで、下水設備の必要性を減らせるという考えがあった。
教授職は、ダンディー大学で、1889年から1918年まで植物学の教授を勤め、1919年から1925年までは、ボンベイ大学の社会学科と市政学科の学科長に就任のかたわら、マドラス管区のインド人土木技師に対して研修講座の講師を勤める。
ゲデスは決して都市を造形美やパターンなどの問題としてだけにとられずに統計的な資料収集や調査を行って数量的に処理しようとする、都市計画の科学的進歩に大きな影響を与えた。
エルサレムで取り組んだ年改良計画では、３つの目標、旧市街地の保存強化、旧市街の考古学的発掘支援、等高線に配慮した住宅地形成を掲げ、計画案を立案した。難民流出によって1936年までにパレスチナの人口が以前の2倍に膨れ上がり、シオニスト組織はM・D・エデル博士の推挙によって、ゲデスにコンサルティングを依頼した。こうして1919年から、テルアビブの低密郊外住宅地開発や、カーメル山周辺開発計画を示し、自然発生という思想にそった農村集落案を提案。ハイファでの計画では、スタントン陸軍長官の協力の下で立案し、その後ドイツ人建築家リチャード・カウフマンに引き継ぐ。
1925年に手がけたテルアビブ北部市街拡張計画案が最後の業務で、70歳のとき任されている。都市計画委員会によって承認され、スリランカ風の集落をもとにした低密度住宅群は、後のイスラエルの都市開発に影響を与えていく。エデル博士はゲデスを、伝統と過去の美を保護、保存に熟知し同時に公衆衛生と近代主義の手法へと昇華させる、と評している。
息子は1917年の第一次世界大戦に出征して死去する。
生前はナイトの称号推薦を断り続けていたが、死の直後にナイトに列せられている。